# Control del trànsit aeri

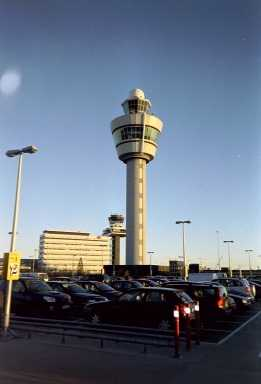
Torres de control de trànsit aeri a l'Aeroport de Schiphol

El servei de control del trànsit aeri, també conegut per les seues sigles en anglès ATC (Air Traffic Control) és un dels serveis del Serveis de Trànsit Aeri (Air Traffic Services o ATS en anglès). Consisteix en mantenir una mínima separació de les aeronaus que es troben en vol, aterrant i enlairant-se de l'aeroport o rodant per les plataformes i carrers de rodadura dels aeroports. Es presta pels països signants del tractat de Chicago que van donar origen a la creació de la OACI/ICAO en els termes especificats per les normes d'aquesta organització internacional.
L'espai aeri es divideix en regions d'informació de vol, conegudes com a FIR (Flight Information Region) i cada país es fa responsable del servei en les compreses en la seua 'àrea de responsabilitat'. En molts casos aquesta àrea de responsabilitat excedeix les aigües territorials d'un país a fi que l'espai aeri comprès sobre les aigües internacionals siga proveït d'un servei d'informació. L'espai aeri en el qual es presta el servei de control aeri es diu 'espai aeri controlat'. La Unitat encarregada de lliurar el servei de control al trànsit aeri en aquestes àrees rep el nom de Centre de Control d'Àrea. A causa de l'ampli espai aeri que manegen, estan dividits en Sectors de Control, cadascun responsable per una banda de l'espai total al seu càrrec. Quan un avió està a punt d'eixir d'un sector és traspassat al següent sector en forma successiva, fins a l'aterratge en la seua destinació. Actualment, la major part de les rutes aèries estan cobertes per radars, el que permet fer un seguiment permanent als vols.
En les regions d'informació de vol es troben les àrees terminals dels aeroports importants i entre elles discorren les aerovies, passadissos pels quals circulen les aeronaus. Altres elements són les àrees prohibides, restringides o perilloses que són zones on el vol d'aeronaus es veu restringit en diferents mesures i per causes diverses.
Les normes que regulen la circulació aèria en l'espai aeri controlat s'arrepleguen en el Reglament de Circulació Aèria.

## Tipus de control de trànsit aeri
- El controlador de Terra (GND). És l'encarregat de guiar a l'aeronau "en terra" per les pistes de rodatge tant des de les portes a la pista d'aterratge activa com des de la pista a l'aparcament o a les portes.

- El controlador de Torre (TWR). Aquest solament té al comandament la pista o pistes d'aterratge; autoritza a l'aeronau a aterrar o enlairar-se, i controla els circuits de vol visual (VFR) amb un abast de 6,5 milles nàutiques (mn) o menys si la visibilitat és menor a causa de boira o meteorologia adversa.

- El controlador d'Aproximació (APP). Controla l'espai aeri al voltant de les 6,5 milles nàutiques de l'aeroport, encara que aqueixes 6,5 milles es poden reduir segons la visibilitat. Controlen els trànsit que ix i arriba a un o més aeroports. En les eixides aquest els transferix al controlador de centre (ACC) abans d'arribar al límit del seu espai aeri tant en extensió com en altura. En les arribades el controlador d'ACC transfereix a les aeronaus a APP quan van a aproximar-se per a aterrar. Pot treballar o bé amb un radar o mitjançant estimades de pas per punts de les aeronaus i utilitza fitxes de progressió de vol.

- El controlador de Ruta (ACC). Controla la resta de l'espai aeri. Els límits entre aproximació i ruta s'estableixen entre els centres de control mitjançant cartes d'acord. En línies generals el controlador de ruta controla el trànsit establert a un nivell de vol i el controlador d'aproximació els trafics en evolució, tant en ascens per al nivell de vol idoni com en descens per a aterrar en l'aeroport de destí.